# Luka Žvižej
Luka Žvižej  (Celje, Eslovenia el 9 de diciembre de 1980) es un exjugador de balonmano esloveno que jugó en la posición de extremo izquierdo. Su último equipo fue el GWD Minden. Es hermano del también jugador internacional esloveno Miha Žvižej

## Equipos
- RK Celje (1998-1999)
- RK Trimo Trebnje (1999-2000)
- RK Celje (2000-2003)
- Teka Cantabria (2003-2004)
- FC Barcelona (2004-2006)
- Teka Cantabria (2006-2007)
- SC Pick Szeged (2007-2010)
- RK Celje (2010-2017)
- RK Maribor Branik (2017)
- GWD Minden (2017-2019)

## Palmarés

### RK Celje
- Liga de balonmano de Eslovenia (1999, 2001, 2003, 2014, 2015, 2016, 2017)
- Copa de balonmano de Eslovenia (1999, 2001, 2012, 2013, 2014, 2015, 2016, 2017)

### FC Barcelona
- Liga Asobal (2006)
- Liga de Campeones de la EHF (2005)

### SC Pick Szeged
- Copa de balonmano de Hungría (2008)